# Eberhard Zorn
Eberhard Zorn (Saarbrücken, Sarre, Alemania; 19 de febrero de 1960) es un general alemán que se desempeña como el decimosexto y actual inspector general de la Bundeswehr, las Fuerzas Armadas Alemanas.

## Biografía

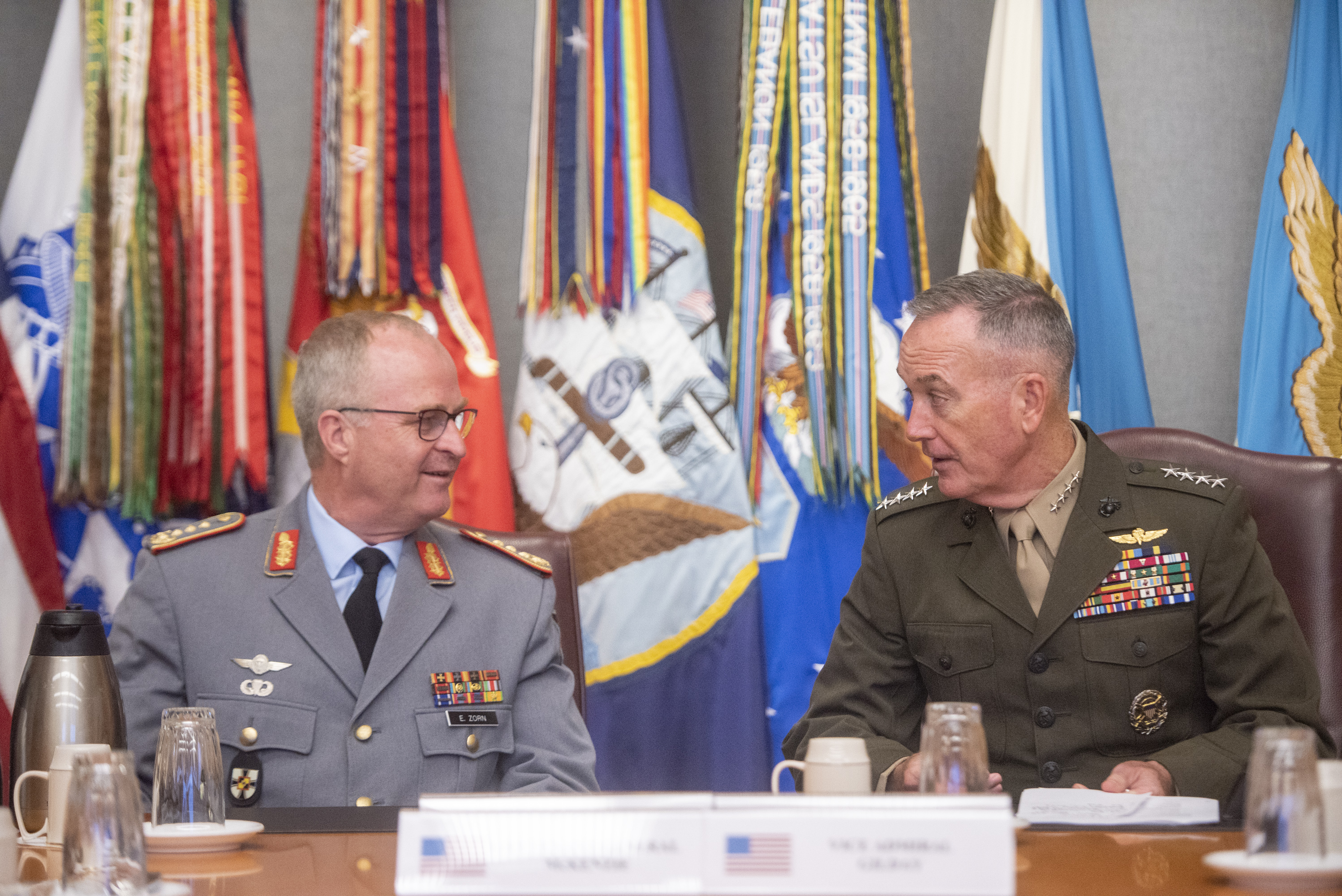
El General Eberhard Zorn con Joseph Dunford Jr. durante una reunión en El Pentágono.

Nacido el 19 de febrero de 1960 en Saarbrücken, Saarland, Alemania, ingresó al ejército en 1978 en la Escuela de Artillería de Idar-Oberstein, se formó como oficial de artillería y completó su formación de oficial de artillería y un curso de estudios en economía y ciencias organizacionales en la Universidad Bundeswehr de Múnich de 1979 a 1983.
Ascendido a primer teniente, fue asignado como líder de pelotón y oficial de inteligencia (S 2), Observation Battalion 103 (Beobachtungsbataillon 103) en Pfullendorf de 1983 a 1987, y se convirtió en comandante de la 3rd Battery, Observation Battalion 123, de 1987 a 1990 ascendido a capitán y comandante del control de fuego y oficial de operaciones y entrenamiento (S 3), Regimiento de Artillería del Cuartel General 12, de 1990 a 1991, ambos en Tauberbischofsheim.
Ingresó al 34.º Curso de Oficial de Estado Mayor en la Escuela de Comando y Estado Mayor de la Bundeswehr en Hamburgo de 1991 a 1993 y asistió al Curso de Oficial de Estado Mayor de Francia (CSEM/CID) en París, Francia, de 1993 a 1995.
Fue asignado en KLK/4th Division en Ratisbona como G4 y jefe de la Sección de Gestión de Material; Despliegue en el extranjero como logística ACOS (G 4); Contingente del ejército alemán UNPF/GECONIFOR(L); 1.º Contingente, oficial de personal de operaciones y entrenamiento de TROGIR (G 3) y jefe de la Sección de Control Administrativo.
En 1997–1999, fue asignado al oficial de estado mayor de operaciones y personal (G 1 Op), Comando de las Fuerzas Armadas Alemanas en Coblenza, se convirtió en comandante, Artillería de Campaña/Batallón de Artillería Blindada 295 (Feld- und Panzerartilleriebataillon 295) en Immendingen en 1997– 2001, ascendido a Oberstleutnant, se convirtió en subjefe de rama en la Dirección del Ministerio Federal de Defensa, Personal, Servicios Sociales y Asuntos Centrales (PSZ IV 4) en 2001–2002 y subjefe de personal de rama, PSZ I 4 en Bonn. Se convirtió en jefe de rama de planes/operaciones/organización (G 3) en el cuartel general del Comando de las Fuerzas Armadas Alemanas, ACOS Planes/Operaciones/Organización (G 3) en el Comando de las Fuerzas Armadas Alemanas en Coblenza de 2004 a 2007 en perspectiva, se convirtió en jefe de rama del Estado Mayor del Ejército I 1 (asuntos de política de personal/desarrollo de liderazgo y educación cívica), en el Ministerio de Defensa en 2007-2009, y se convirtió en jefe de rama del Estado Mayor del Ejército Z (Tareas Centrales), Ministerio Federal de Defensa en Bonn 2009-2010.
Se convirtió en comandante de la 26.ª Brigada Aerotransportada de la División de Fuerzas Rápidas en Saarlouis de 2010 a 2012, y fue ascendido a general de brigada. También se desempeñó como jefe de personal personal del Jefe de Defensa en Berlín en 2012-2014, se convirtió en comandante de la División de Fuerzas de Respuesta Rápida (DSK) en 2014-2015 y fue ascendido a Generalmajor. Se convirtió en director de política de fuerzas, Ministerio de Defensa y director general de personal, Ministerio de Defensa en Berlín en 2017-2018 ascendido a teniente general, antes de convertirse en Inspector General de la Bundeswehr y ascendido a general desde el 19 de abril de 2018.

## Fechas de vigencia de la promoción
| Insignias | Rango             | Fecha           |
| --------- | ----------------- | --------------- |
|           | General           | Abril de 2018   |
|           | Generalleutnant   | Octubre de 2015 |
|           | Generalmajor      | Junio de 2014   |
|           | Brigadier general | Enero de 2010   |
|           | Coronel           | 2005            |
|           | Oberstleutnant    | 1999            |
|           | Mayor             | 1993            |
|           | Capitán           | 1987            |
|           | Oberleutnant      | 1983            |